# 追及
| ウィキペディアには「追及」という見出しの百科事典記事はありません（タイトルに「追及」を含むページの一覧/「追及」で始まるページの一覧）。 代わりにウィクショナリーのページ「追及」が役に立つかもしれません。 |